# Zapata (Teksas)
Zapata – jednostka osadnicza w Stanach Zjednoczonych, w stanie Teksas, siedziba administracyjna hrabstwa Zapata.